# Пономаренко Микола Миколайович
Пономаренко Микола Миколайович  (13 травня 1981 р., м. Корюківка, Чернігівська область — 31 січня 2015, смт. Очеретине, Донецька область) — український військовик, молодший сержант, командир гармати 43-ї окремої артилерійської бригади Збройних сил України, учасник російсько-української війни. Загинув під час російсько-української війни.

## Біографія
Більше 10 років працював вальником лісу у Корюківському лісництві, ДП «Корюківське лісове господарство». Призваний за мобілізацією у серпні 2014 року.
Був командиром самохідної артилерійської установки 2С7 «Піон». Загинув 31 січня 2015 під час обстрілів російськими силами смт Гродівка Красноармійського району Донецької області. Тоді ж загинули старші солдати Василь Воропай і Павло Антоненко.
Похований 6 лютого 2015 року в Корюківці. Залишились батьки, дружина, 5-річна донька та 3-річний син.

## Нагороди та вшанування
- Указом Президента України № 282/2015 від 23 травня 2015 року, «за особисту мужність і високий професіоналізм, виявлені у захисті державного суверенітету та територіальної цілісності України, вірність військовій присязі», нагороджений орденом «За мужність» III ступеня (посмертно)[4].
- В серпні 2015 року, в Парку пам'яті в Корюківці, встановлено пам'ятну дошку[5].
- 23 серпня 2016 року, на фасаді Корюківської загальноосвітньої школи № 1, встановлено дошку пам'яти героя[6].
- Вшановується в меморіальному комплексі «Зала пам'яті», в щоденному ранковому церемоніалі 31 січня[7][8].